# Olivier Deschacht
Olivier Deschacht, né le 16 février 1981 à Gand en Belgique, est un footballeur international belge, aujourd'hui retraité. Il a évolué au poste d'arrière latéral gauche et/ou de défenseur central.

## Biographie

### Chez les jeunes
Olivier Deschacht fait ses classes de jeunes dans les clubs respectifs de Begonia Lochristi (1988-1991), KAA La Gantoise (1991-1995), KSC Lokeren (1995-1997) avant de rejoindre le RSC Anderlecht en 1997 à l'âge de 16 ans. Il continue son évolution chez les moins de 21 ans.

### Chez les pros
En 2001, alors évoluant dans la dernière classe d'âge, il intègre le noyau A sans passer par l'équipe « réserve » et s'impose comme titulaire à part entière en 2003. Il est Champion de Belgique en 2004.
À partir de la saison 2005, Olivier Deschacht devient même capitaine lorsque Bart Goor ne porte pas le brassard. 
Les Mauves remportent à nouveau le Championnat en 2006, puis 2007. Olivier Deschacht, fidèle à son poste ne manque absolument aucune minute de jeu en 2007. Depuis 2001, il a marqué trois buts sous le maillot anderlechtois (à Charleroi, au Lierse et, en 2010, lors de la victoire 5-0 contre Malines). À la date du 26 janvier 2013, il avait disputé 300 matches avec le sporting en championnat.
En janvier 2008, les dirigeants de l'Espanyol Barcelone ont proposé 2 millions d'euros pour le joueur, selon Le Soir Sports et l'avis du joueur lui-même. 
Olivier Deschacht est, à sa manière, l'un des éléments les plus réguliers du RSC Anderlecht.
En janvier 2013, il dispute son 300e match en championnat sous le maillot mauve et blanc lors d'un déplacement à Lokeren.
Le 26 novembre 2014, il dispute avec Anderlecht son 80e match européen à l'occasion d'un match contre Galatasaray en phase de groupe de la ligue des champions.
Ensuite, le 26 février 2015, il dispute son 500e match avec Anderlecht contre le club russe du Dinamo Moscou en coupe d’Europe
Enfin, le 6 mai 2018, il dispute son 600e match avec Anderlecht contre Le FC Bruges à l’occasion de la septième journée des playoffs I.
Son contrat se terminant le 30 juin 2018 avec Anderlecht, il n’est pas prolongé et quitte le club après 17 ans à son service.
Le 25 août 2018, Olivier Deschacht signe pour une saison au KSC Lokeren.
Le 24 juillet 2019, Olivier Deschacht signe pour une saison au SV Zulte Waregem. Après avoir prolongé pour un an, il met un terme à sa carrière le 30 avril 2021.

### Carrière d'entraîneur

#### Équipe espoirs belge
Le 2 octobre 2021, Olivier Deschacht est nommé comme nouvel adjoint de Jacky Mathijssen, sélectionneur des espoirs belge, en compagnie de Thomas Buffel, également entraîneur adjoint.
Peu après que Gill Swerts soit nommé sélectionneur des espoirs fin août 2023, la fédération décide de réduire les coûts et Deschacht est victime des économies faites car son contrat n'est pas reconduit.

## En équipe nationale
Olivier Deschacht a eu 14 sélections officielles en équipe de Belgique de 2003 à 2005. Mais l'arrivée de Vandereycken à la tête du staff fédéral, l'évince de la sélection au profit d'autres joueurs tels que Van Damme, Daems, Vermaelen ou Pocognoli. 
Mais le sélectionneur Franky Vercauteren le rappelle et le fait jouer dix minutes, le 12 août 2009, lors d'un match amical, Tchéquie-Belgique (3-1).
En mars 2015, Olivier Deschacht est à nouveau appelé en équipe nationale pour les matchs de qualifications pour les championnats d'Europe 2016 face à Chypre et Israël. Bien qu'absent de la sélection initiale, Deschacht est rappelé par Marc Wilmots à la suite des forfaits successifs de Thomas Meunier, Steven Defour, Romelu Lukaku et Laurens De Bock. Sa dernière sélection datait du 12 octobre 2010.

## Palmarès
- 8x Champion de Belgique (en 2004, en 2006, en 2007, en 2010, en 2012, en 2013, en 2014 et en 2017 avec le RSC Anderlecht)
- Vainqueur de la Supercoupe de Belgique de football en 2006, 2007, 2010, 2012, 2013, 2014 et 2017 avec le RSC Anderlecht
- Vainqueur de la Coupe de Belgique en 2008 avec le RSC Anderlecht

## Vie personnelle
Il a eu pour compagne Annelien Coorevits, ex-miss Belgique 2007. Ils se séparent après 14 ans de vie commune.